# Jooshaus

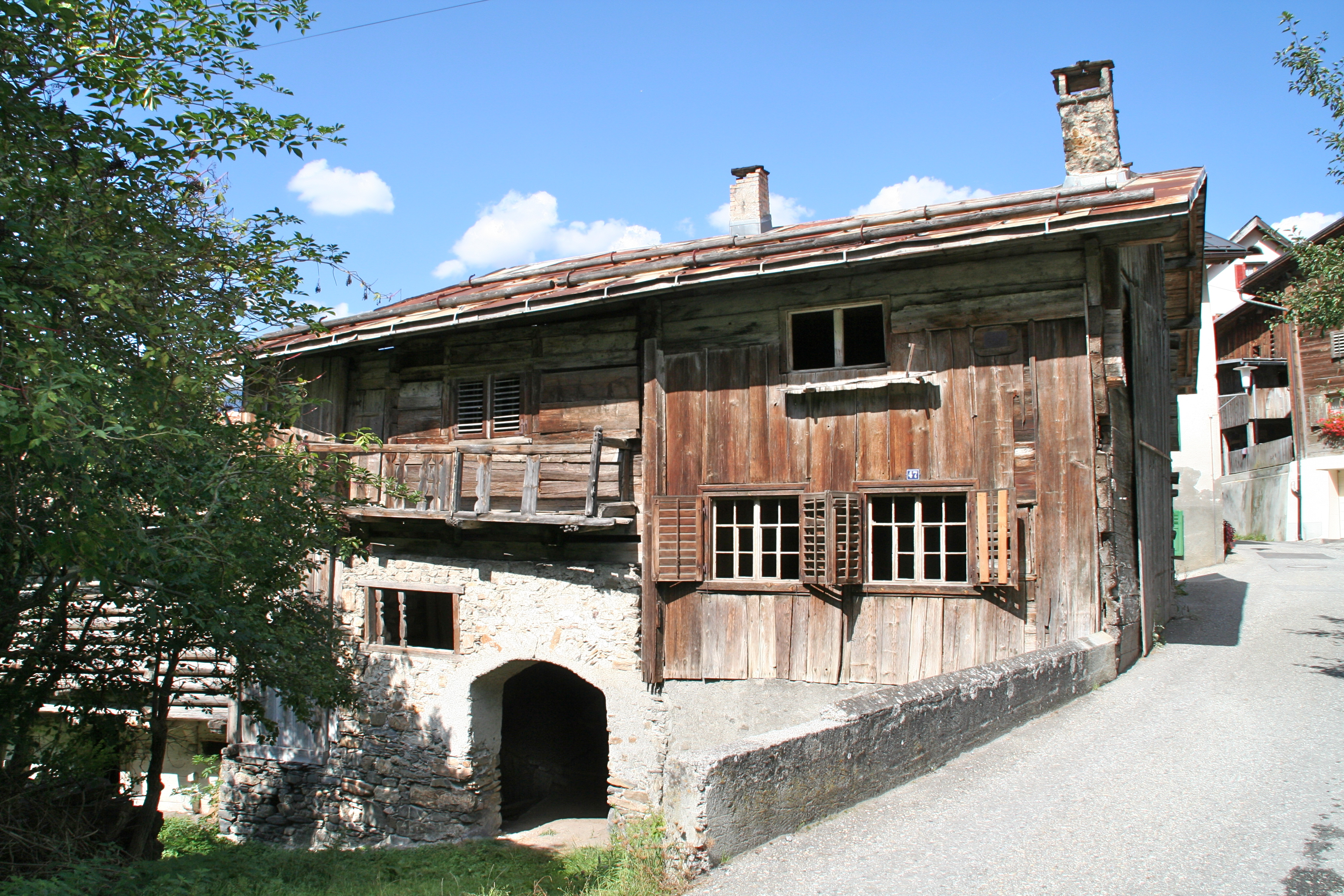
Südseite. Unten der Eingang zum gedeckten Hof, durch den das Haus betreten wird.

Das Jooshaus steht in Valendas in der Surselva im schweizerischen Kanton Graubünden. Es gilt als ältestes Haus des Dorfes und ist in der Liste der Kulturgüter von nationaler Bedeutung im Kanton Graubünden aufgeführt. Es ist das Geburtshaus von Lorenz Joos (1873–1962), Historiker und Konservator am Rätischen Museum in Chur.

## Bau
Das Jooshaus, ein Bauernhaus mit angebautem Stall, steht im Dorfteil Fraissa, dem ältesten Teil des Dorfes. Es lassen sich vier Bauteile unterscheiden, die jedoch nicht immer eindeutig datierbar sind.

### Äusseres

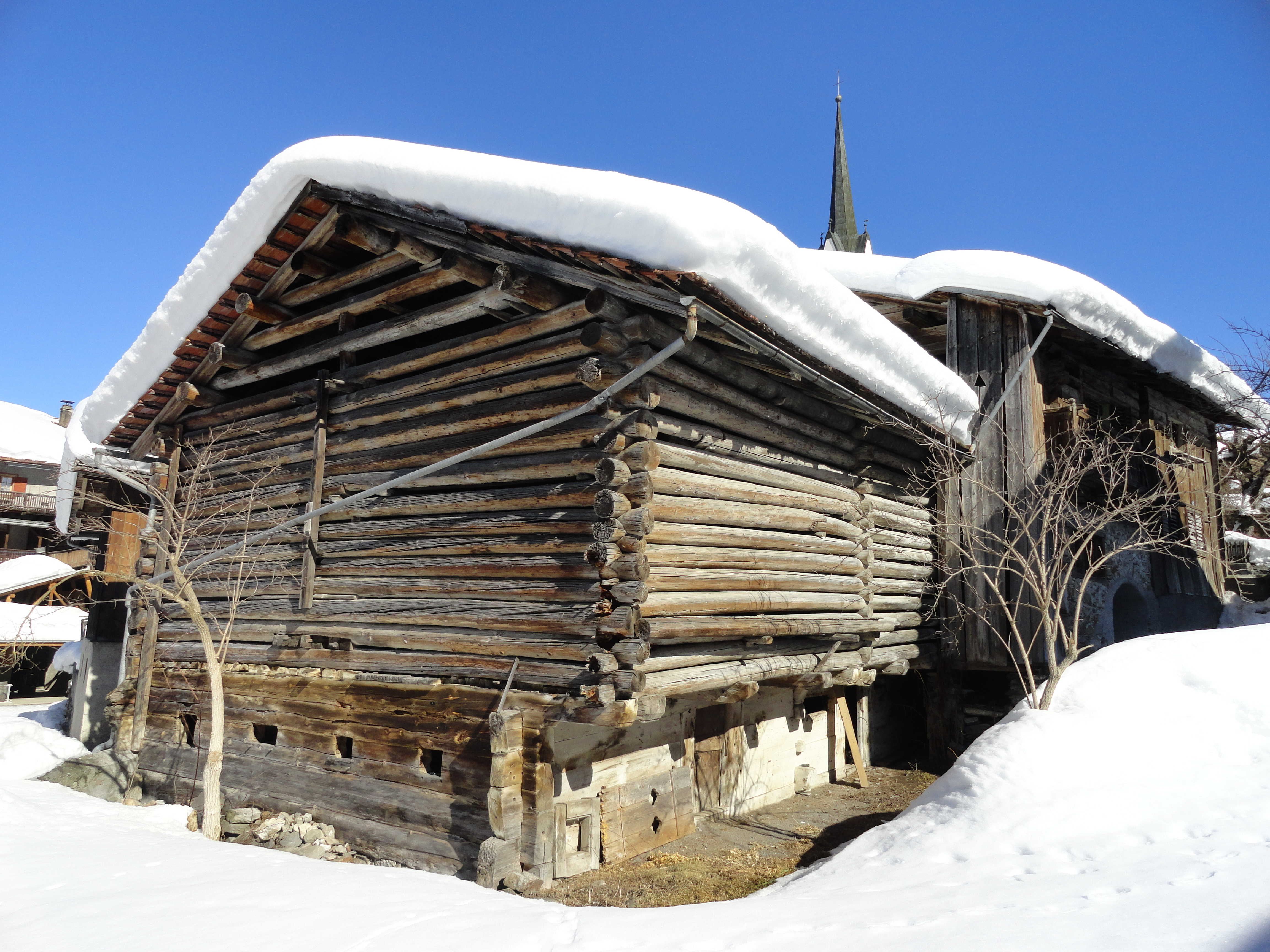
Ansicht von Südwesten

Die dem Platz zugewandte gemauerte Nordostecke, das sogenannte Fiirhus (Feuerhaus), diente als Küche. Die wohnturmartigen Mauern mit einheitlichem Mauerwerk, schartenartigen Fenstern mit unbehauenen Steingewänden und Mauerteilen in Opus spicatum stammen wohl aus dem 14. Jahrhundert. Für das Gerüst wurden als Träger Balken in das eben gebaute Mauerwerk gemauert. Die hervorstehenden Teile wurden später abgesägt, die eingemauerten Teile verfaulten und hinterliessen die heute noch sichtbaren Löcher.
Die Nordwestecke an der Gasse besteht aus einem Wohnturm mit gemauertem Sockel und einem hölzernen Obergaden. In diesem Teil, dem Spiicher, lagen Schlaf- und Vorratsräume. Er wurde in mehreren Etappen erweitert und den jeweiligen Bedürfnissen angepasst. Die heutige Form des dreistöckigen Hauses mit südlichen und nördlichen Strickbauten dürfte um 1558 entstanden sein.
Gleichzeitig entstand vermutlich der zweistöckige Holzteil in der südöstlichen Ecke mit der Stube.
Der im Westen angebaute Stall ist aus massiven Kanthölzern gefertigt und stammt aus dem Jahr 1572, wie die Jahreszahl über der Eingangstür zeigt. Er ist nach der Kirche das älteste datierbare Gebäude des Dorfes. Wann die Stallscheune aus Rundhölzern über dem alten Stall erbaut wurde, ist nicht bekannt. Der südliche Kellerraum mit eigenem Eingang dürfte später angebaut worden sein.

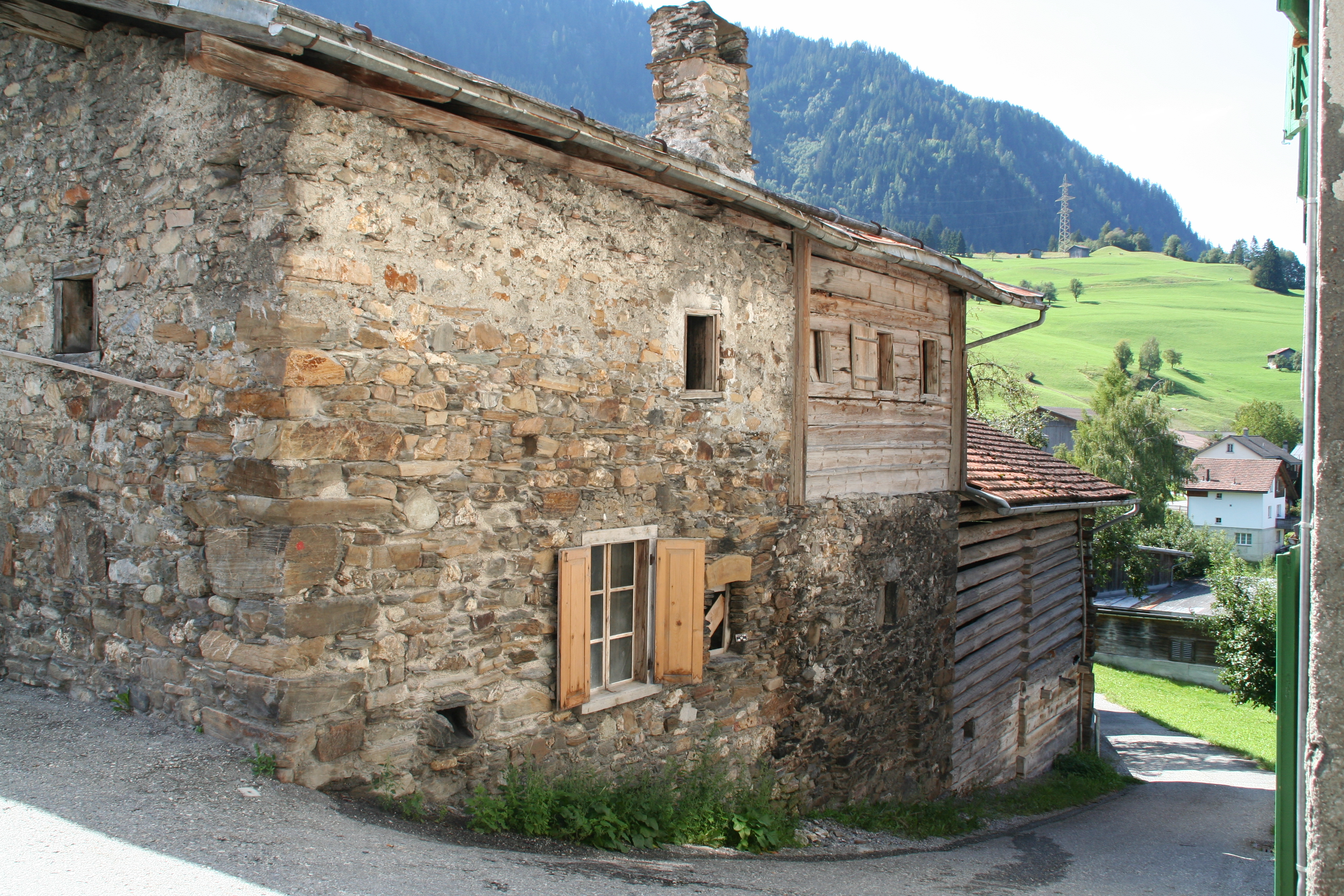
Ansicht von Norden. Links das gemauerte Fiirhuus, rechts der Spiicher mit hölzernem Obergaden.
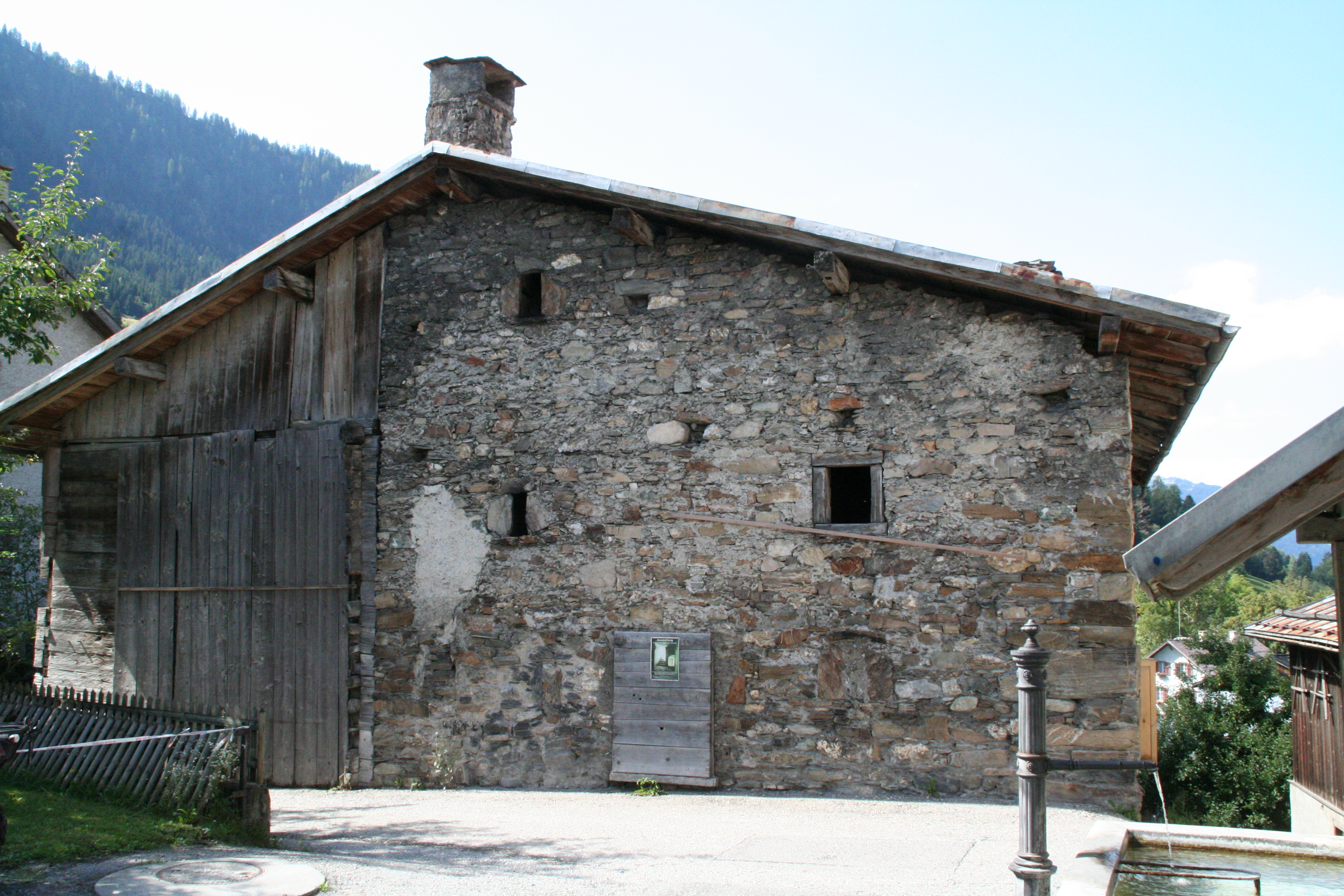
Ansicht von Osten. Links der hölzerne Teil mit den Stuben, rechts das Fiirhuus
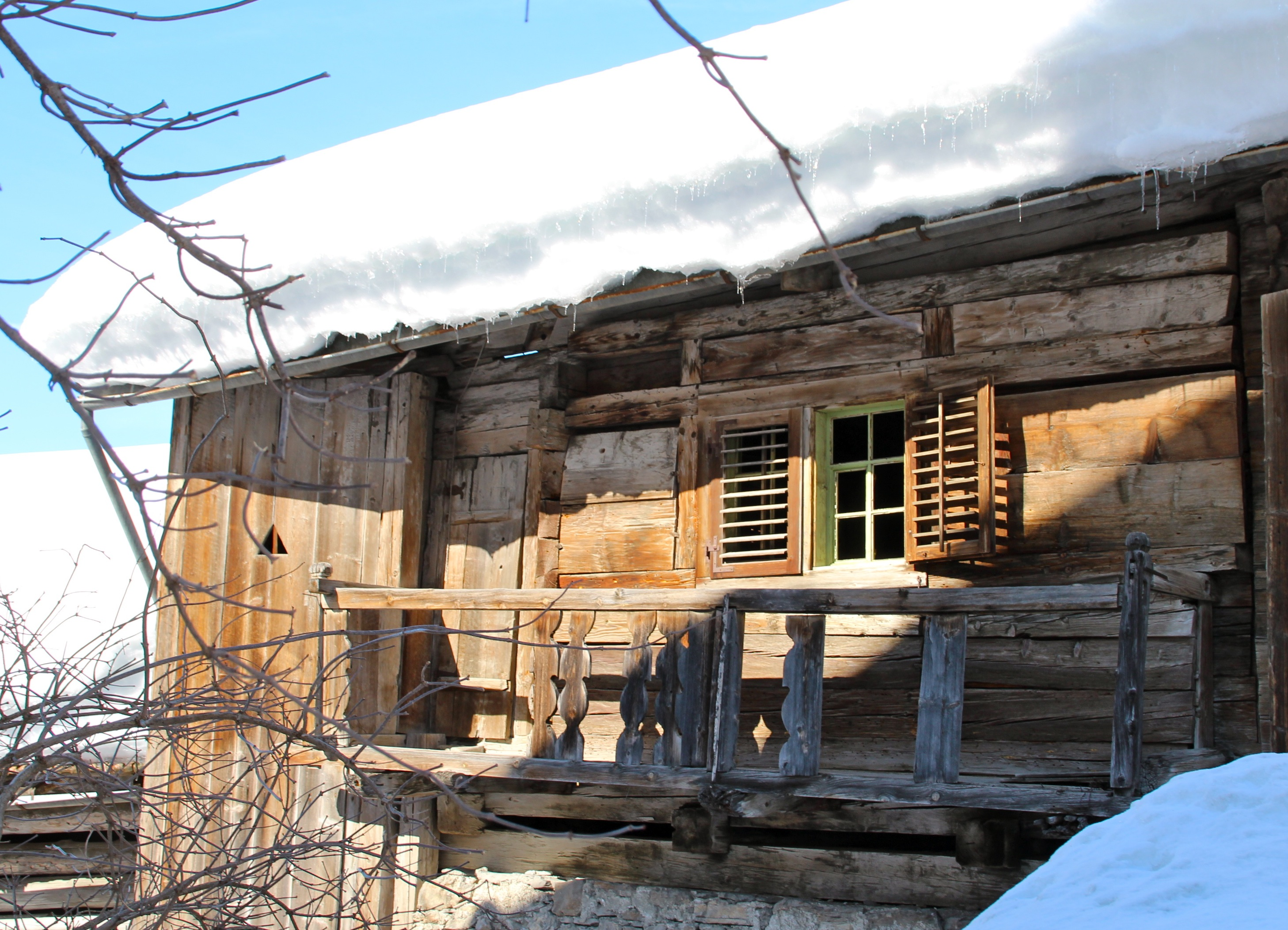
Veranda an der Südseite
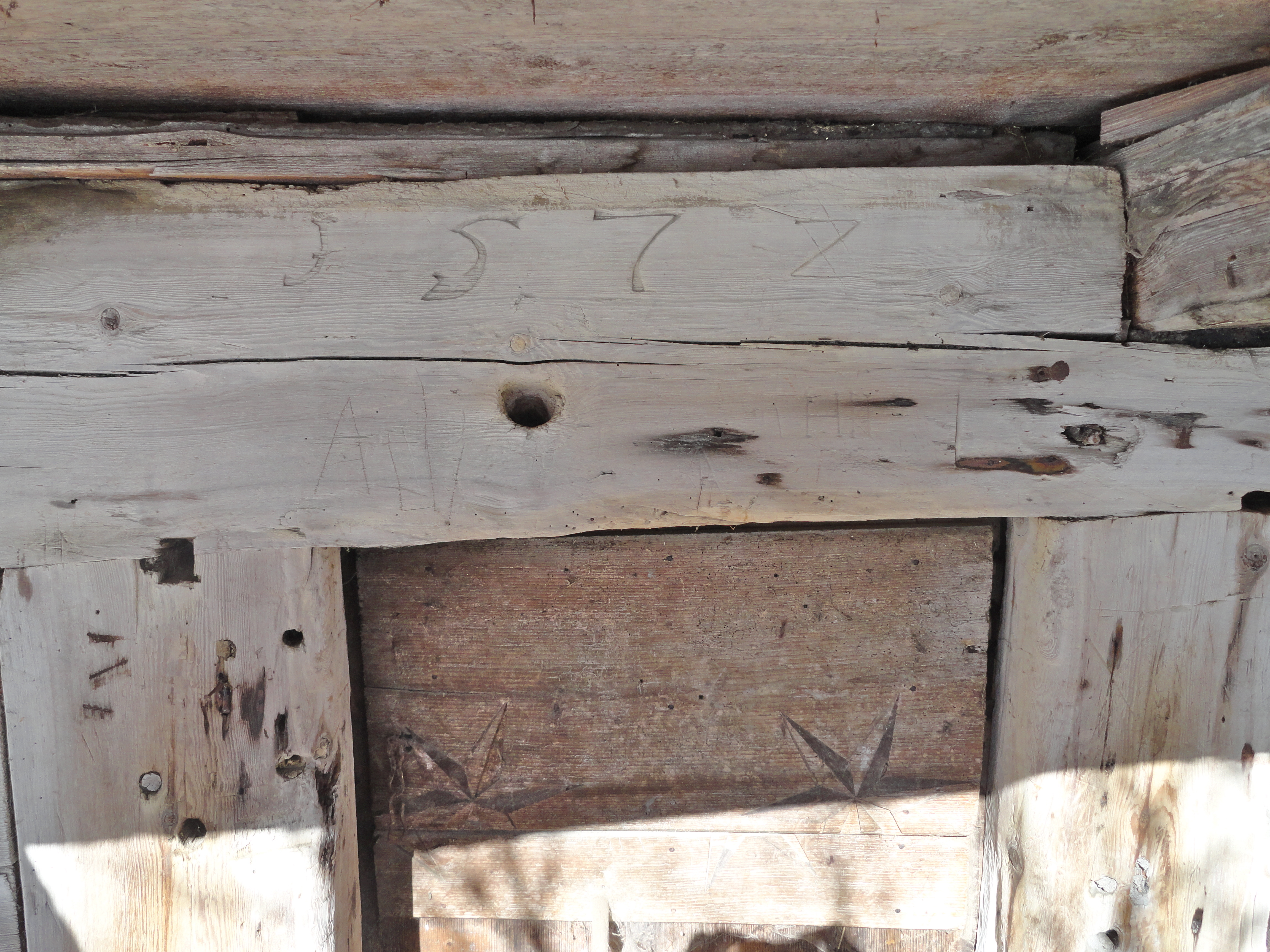
Stalltür von 1572

### Inneres

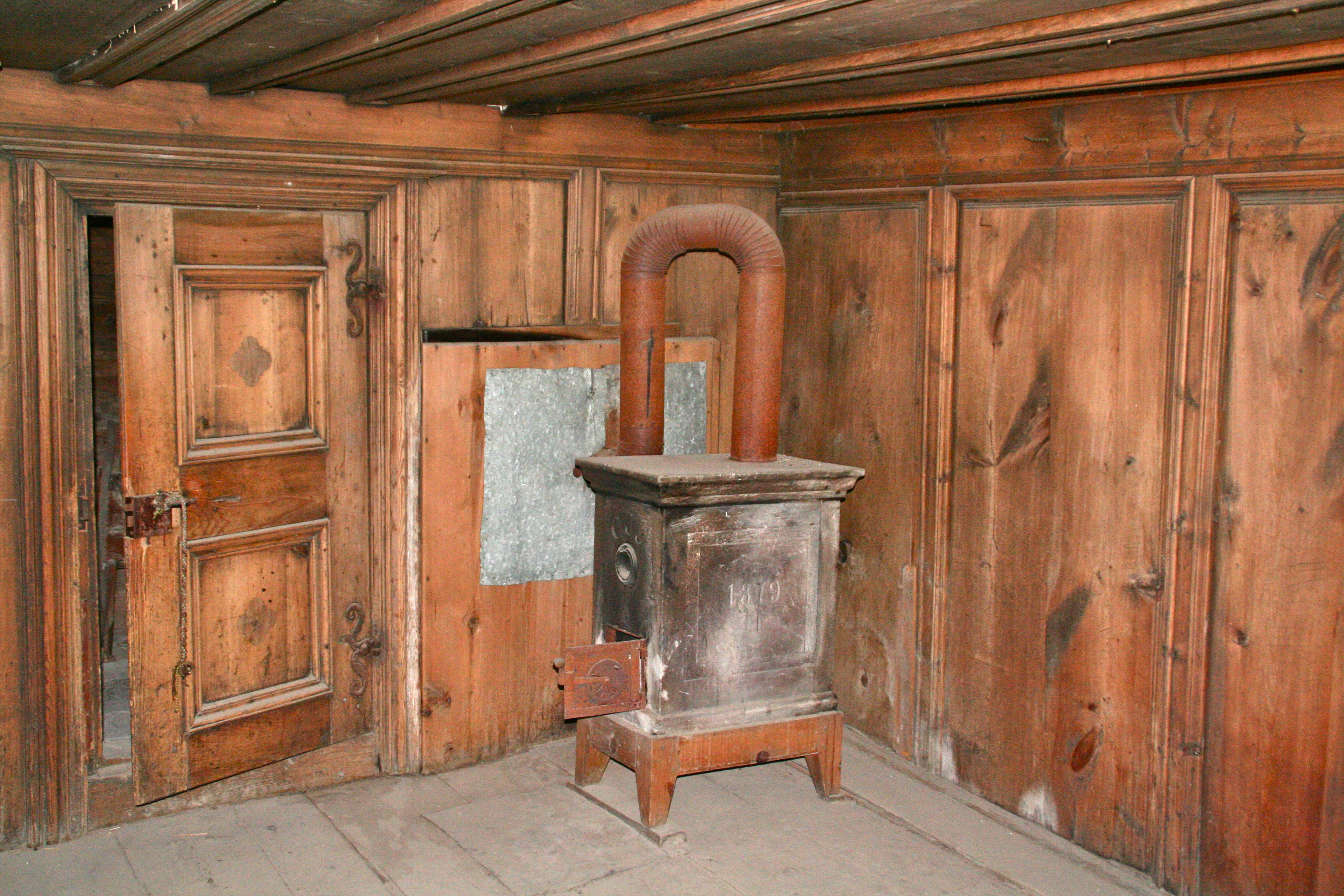
Zimmer

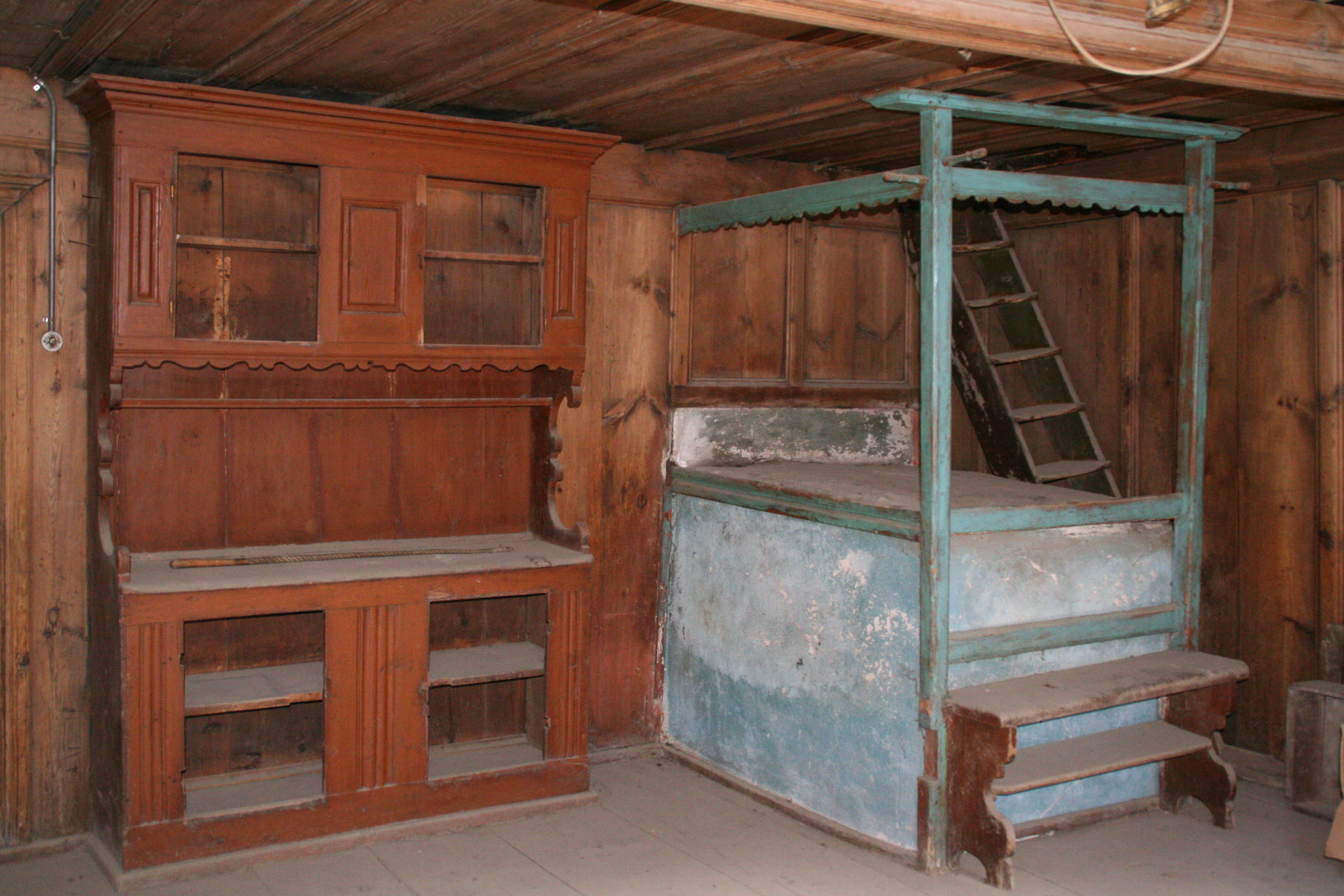
Aufgang zu den Schlafräumen

Das Innere des Hauses erschliesst sich über einen ebenerdig gelegenen gedeckten Hof im Süden, der durch eine offene Tür betreten wird. Über steinerne Treppen gelangt man ins Innere. Das Zentrum des Hauses ist die geräumige gotische Stube. Sie ist mit fünf Fenstern belichtet und mit 1558 datiert. Hinter dem Ofen führt eine schmale Holztreppe zu den Schlafkammern im oberen Stockwerk. Täferung und Möblierung dürften aus dem 17. Jahrhundert stammen. Drei Feuerstellen dienten zum Kochen, Heizen und Räuchern. Der deutsche Herd auf der offenen Feuerstelle wurde nachträglich eingebaut und diente auch zum Einheizen des Stubenofens.
Eine später angebaute Stube mit reichhaltigem Täfer und einer mit Intarsien ausgelegter Tür kann nicht eindeutig datiert werden.

## Heutige Situation
Das Haus ist seit mehr als 50 Jahren unbewohnt, nicht bewohn- und kaum begehbar und dringend renovationsbedürftig. 2010 schenkte die Erbengemeinschaft Joos die Liegenschaft dem Verein «Valendas Impuls». Es ist vorgesehen, das Haus zu restaurieren und so einzurichten, wie es im 19. Jahrhundert bewohnt wurde. Später soll es der Öffentlichkeit zugänglich gemacht und für Ausstellungen oder kulturelle Veranstaltungen genutzt werden.